# Liste der Monuments historiques in Pargny-lès-Reims
Die Liste der Monuments historiques in Pargny-lès-Reims führt die Monuments historiques in der französischen Gemeinde Pargny-lès-Reims auf.

## Liste der Objekte
| Bezeichnung                 | Beschreibung                                    | Standort                       | Kennzeichnung | Schutzstatus | Datum | Bild |
| --------------------------- | ----------------------------------------------- | ------------------------------ | ------------- | ------------ | ----- | ---- |
| Kasel                       | Seide, bestickt, 18. Jahrhundert                | in der Kirche St-Martin (Lage) | PM51001913    | Inscrit      | 1990  |      |
| Skulptur Madonna mit Kind   | Holz, farbig gefasst, Ende des 18. Jahrhunderts | in der Kirche St-Martin (Lage) | PM51001911    | Inscrit      | 1990  |      |
| Skulptur Heiliger Martin    | Holz, farbig gefasst, Ende des 18. Jahrhunderts | in der Kirche St-Martin (Lage) | PM51001912    | Inscrit      | 1990  |      |
| Gemälde Johannes der Täufer | Ölfarbe auf Leinwand, 17. Jahrhundert           | in der Kirche St-Martin (Lage) | PM51000623    | Classé       | 1908  |      |